# Pinson, Alabama
Pinson är en stad (city) i Jefferson County, i delstaten Alabama, USA. Enligt United States Census Bureau har staden en folkmängd på 7 169 invånare (2011) och en landarea på 26,2 km².